# Episodi di Dark Blue (seconda stagione)
La seconda e ultima stagione della serie televisiva Dark Blue è stata trasmessa negli Stati Uniti sul canale TNT dal 4 agosto al 15 settembre 2010.
In Italia è stata trasmessa sul canale AXN a partire dal 7 settembre 2011.
| nº | Titolo originale     | Titolo italiano               | Prima TV USA      | Prima TV Italia   |
| -- | -------------------- | ----------------------------- | ----------------- | ----------------- |
| 1  | Urban Garden         | L'orticello                   | 4 agosto 2010     | 7 settembre 2011  |
| 2  | Liar's Poker         | Poker di dollari              | 4 agosto 2010     | 7 settembre 2011  |
| 3  | Shelter of the Beast | La tana della bestia          | 11 agosto 2010    | 14 settembre 2011 |
| 4  | High Rollers         | Giocatori d'azzardo           | 18 agosto 2010    | 21 settembre 2011 |
| 5  | Brother's Keeper     | Amore fraterno                | 25 agosto 2010    | 28 settembre 2011 |
| 6  | Jane Wayne           | Senza paura                   | 1º settembre 2010 | 5 ottobre 2011    |
| 7  | Home Sweet Home      | Rapine in villa               | 8 settembre 2010  | 12 ottobre 2011   |
| 8  | Shell Game           | L'insospettabile Signor Shell | 8 settembre 2010  | 19 ottobre 2011   |
| 9  | Dead Flowers         | Una famiglia unita            | 15 settembre 2010 | 26 ottobre 2011   |
| 10 | Personal Effects     | Effetti personali             | 15 settembre 2010 | 2 novembre 2011   |